# Anémone
Anémone, vlastním jménem Anne Bourguignon, (9. srpna 1950 Paříž – 30. dubna 2019 Poitiers) byla francouzská herečka. Svou kariéru zahájila koncem šedesátých let ve filmu Anémone režiséra Philippa Garrela. V sedmdesátých letech byla členkou divadelní společnosti Le Splendid. Později hrála například ve filmech Nenapravitelný (1975), Prachy v prachu (1982), Les Baisers de secours (1989) a Mikulášovy patálie (2009). Za svou roli ve filmu Velká cesta získala Césara pro nejlepší herečku. Zemřela v roce 2019 ve věku 68 let.